# Jeanine Lieffrig
Jeanine Lieffrig (née le 12 avril 1938) est une joueuse de tennis française des années 1960 et début des années 1970. Janine pour l'ITF, la WTA, la FFT, la Fed Cup, l'AELTC et Jeannine pour l'Open d'Australie.
En 1965, associée à Françoise Dürr, elle a atteint deux finales consécutives en Grand Chelem en double dames, à Roland-Garros et Wimbledon.
À Wimbledon en 1966, elle perd un match contre Helga Schultze en ratant 11 balles de matchs.
Institutrice de métier. Elle commence le tennis à 10 ans. Son jeu est basé sur l'attaque et la prise de risque. Son entrainement physique consiste notamment en un cross dans le bois de Boulogne tous les dimanches. Elle a été n°2 française.

## Palmarès (partiel)

### Titre en double dames
| No | Date       | Nom et lieu du tournoi        | Catégorie | Surface      | Partenaire     | Finalistes                | Score         |          |
| -- | ---------- | ----------------------------- | --------- | ------------ | -------------- | ------------------------- | ------------- | -------- |
| 1  | 19-06-1965 | Dutch Championships Hilversum |           | Terre (ext.) | Françoise Dürr | Judy Tegart Lesley Turner | 8-6, 2-6, 6-4 | Parcours |

### Finales en double dames
| No | Date       | Nom et lieu du tournoi                | Catégorie | Surface      | Vainqueures                     | Partenaire      | Score          |          |
| -- | ---------- | ------------------------------------- | --------- | ------------ | ------------------------------- | --------------- | -------------- | -------- |
| 1  | 30-03-1964 | Trophée Raquette d'Or Aix-en-Provence |           | Terre (ext.) | Jan Lehane Helga Schultze       | Madonna Schacht | 6-3, 7-5       | Parcours |
| 2  | 08-07-1964 | Düsseldorf Tournament Düsseldorf      |           | Terre (ext.) | Margaret Smith Lesley Turner    | Françoise Dürr  | 6-3, 8-10, 6-4 | Parcours |
| 3  | 17-05-1965 | Internationaux de France Paris        | G. Chelem | Terre (ext.) | Margaret Smith Lesley Turner    | Françoise Dürr  | 6-3, 6-1       | Parcours |
| 4  | 31-05-1965 | Swiss Championships Lugano            |           | Terre (ext.) | Sylvana Lazzarino Lea Pericoli  | Françoise Dürr  | 6-1, 6-1       | Parcours |
| 5  | 21-06-1965 | The Championships Wimbledon           | G. Chelem | Gazon (ext.) | Maria Bueno Billie Jean Moffitt | Françoise Dürr  | 6-2, 7-5       | Parcours |
| 6  | 12-04-1966 | Trophée Raquette d'Or Aix-en-Provence |           | Terre (ext.) | Jill Blackman Fay Toyne         | Françoise Dürr  | 4-6, 6-2, 7-5  | Parcours |

## Parcours en Grand Chelem (partiel)

### En simple dames
| Année | Championnat d'Australie Open d'Australie | Championnat d'Australie Open d'Australie | Internationaux de France | Internationaux de France | Wimbledon       | Wimbledon      | US National US Open | US National US Open |
| ----- | ---------------------------------------- | ---------------------------------------- | ------------------------ | ------------------------ | --------------- | -------------- | ------------------- | ------------------- |
| 1961  | -                                        | -                                        | 2e tour (1/32)           | Françoise Dürr           | -               | -              | -                   | -                   |
| 1962  | -                                        | -                                        | 4e tour (1/8)            | Edda Buding              | -               | -              | 3e tour (1/16)      | P. Titchener        |
| 1963  | -                                        | -                                        | 2e tour (1/32)           | Jill Blackman            | 2e tour (1/32)  | Norma Baylon   | 3e tour (1/16)      | Christine Truman    |
| 1964  | -                                        | -                                        | 3e tour (1/16)           | Helga Schultze           | 1er tour (1/64) | Judy Alvarez   | 3e tour (1/16)      | Karen Susman        |
| 1965  | 2e tour (1/16)                           | Helen Gourlay                            | 3e tour (1/16)           | Annette Van Zyl          | 1er tour (1/64) | Lesley Turner  | 2e tour (1/16)      | Maria Bueno         |
| 1966  | -                                        | -                                        | 4e tour (1/8)            | Ann Haydon-Jones         | 1er tour (1/64) | Helga Schultze | -                   | -                   |
| 1967  | -                                        | -                                        | 2e tour (1/32)           | Galina Baksheeva         | -               | -              | -                   | -                   |
| 1968  | -                                        | -                                        | 1er tour (1/64)          | Maria Chakarova          | 3e tour (1/16)  | Joyce Barclay  | -                   | -                   |
| 1969  | -                                        | -                                        | 1er tour (1/32)          | Zaiga Yanzone            | -               | -              | -                   | -                   |
| 1970  | -                                        | -                                        | 1er tour (1/32)          | Julie Heldman            | -               | -              | -                   | -                   |

À droite du résultat, l’ultime adversaire.

### En double dames
| Année | Championnat d'Australie Open d'Australie | Championnat d'Australie Open d'Australie | Internationaux de France    | Internationaux de France    | Wimbledon                    | Wimbledon                  | US National US Open | US National US Open |
| ----- | ---------------------------------------- | ---------------------------------------- | --------------------------- | --------------------------- | ---------------------------- | -------------------------- | ------------------- | ------------------- |
| 1960  | -                                        | -                                        | 1er tour (1/16) de Lansalut | Mary Bevis Jan Lehane       | -                            | -                          | -                   | -                   |
| 1961  | -                                        | -                                        | 2e tour (1/16) N. Seghers   | Jan Lehane Lesley Turner    | -                            | -                          | -                   | -                   |
| 1962  | -                                        | -                                        | 2e tour (1/16) N. Seghers   | Jill Mills E. O'Neill       | -                            | -                          | -                   | -                   |
| 1963  | -                                        | -                                        | 1/4 de finale F. Dürr       | Ann Haydon R. Schuurman     | 1er tour (1/32) F. Dürr      | Rita Bentley Jill Blackman | -                   | -                   |
| 1964  | -                                        | -                                        | 1er tour (1/32) F. Dürr     | Liv Paldan U. Smith         | 2e tour (1/16) F. Dürr       | Donna Floyd B. Gunderson   | -                   | -                   |
| 1965  | 1/4 de finale F. Dürr                    | M. Smith Lesley Turner                   | Finale F. Dürr              | M. Smith Lesley Turner      | Finale F. Dürr               | Maria Bueno B. J. Moffitt  | -                   | -                   |
| 1966  | -                                        | -                                        | 1/4 de finale F. Dürr       | Jill Blackman Fay Toyne     | 1er tour (1/32) F. Dürr      | Schildknecht C. Truman     | -                   | -                   |
| 1967  | -                                        | -                                        | 1er tour (1/32) É. Terras   | Greta Delport Laura Rossouw | -                            | -                          | -                   | -                   |
| 1968  | -                                        | -                                        | 1/4 de finale Rosie Darmon  | A. Van Zyl Pat Walkden      | 1er tour (1/32) Rosie Darmon | F. Dürr Ann Haydon         | -                   | -                   |
| 1969  | -                                        | -                                        | 3e tour (1/8) É. Terras     | Laura Rossouw Pat Walkden   | -                            | -                          | -                   | -                   |
| 1970  | -                                        | -                                        | 3e tour (1/8) A. M. Arias   | M. Brummer Laura Rossouw    | -                            | -                          | -                   | -                   |
| 1971  | -                                        | -                                        | 3e tour (1/8) Rosie Darmon  | Lesley Turner Lesley Hunt   | -                            | -                          | -                   | -                   |

Sous le résultat, la partenaire ; à droite, l’ultime équipe adverse.

### En double mixte
| Année | Championnat d'Australie Open d'Australie | Championnat d'Australie Open d'Australie | Internationaux de France      | Internationaux de France    | Wimbledon                    | Wimbledon                 | US National US Open | US National US Open |
| ----- | ---------------------------------------- | ---------------------------------------- | ----------------------------- | --------------------------- | ---------------------------- | ------------------------- | ------------------- | ------------------- |
| 1959  | -                                        | -                                        | 1er tour (1/16) Mr Huet       | S. Bloomer Pietrangeli      | -                            | -                         | -                   | -                   |
| 1960  | -                                        | -                                        | 1er tour (1/32) Mr Huet       | Edda Buding Ingo Buding     | -                            | -                         | -                   | -                   |
| 1961  | -                                        | -                                        | 2e tour (1/16) J. Barclay     | Ann Haydon Tony Pickard     | -                            | -                         | -                   | -                   |
| 1962  | -                                        | -                                        | 3e tour (1/8) Paul Jalabert   | Deidre Catt Mike Sangster   | -                            | -                         | -                   | -                   |
| 1963  | -                                        | -                                        | 1er tour (1/32) Paul Jalabert | C. Coronado J. E. Mandarino | 1/4 de finale B. Jovanović   | Lesley Turner Fred Stolle | -                   | -                   |
| 1964  | -                                        | -                                        | 1/4 de finale Daniel Contet   | Maria Bueno Thomaz Koch     | 2e tour (1/32) Daniel Contet | F. Dürr Alain Bresson     | -                   | -                   |
| 1965  | 3e tour (1/8) F. Jauffret                | Lesley Turner Fred Stolle                | 2e tour (1/16) Daniel Contet  | Julie Albert Owen Davidson  | 2e tour (1/32) Daniel Contet | F. Dürr J. Barclay        | -                   | -                   |
| 1966  | -                                        | -                                        | 1/4 de finale Daniel Contet   | Helen Gourlay Pancho Guzmán | 4e tour (1/8) Torben Ulrich  | A. Mortimer John Barrett  | -                   | -                   |
| 1967  | -                                        | -                                        | 2e tour (1/16) Jaime Pinto    | K. Krantzcke Ray Ruffels    | -                            | -                         | -                   | -                   |
| 1968  | -                                        | -                                        | 1er tour (1/32) Colin Stubs   | Julie Heldman Nikola Špear  | 1er tour (1/64) Jan Leschly  | Vicky Berner K. Carpenter | -                   | -                   |
| 1969  | -                                        | -                                        | 2e tour (1/16) Iván Molina    | B. J. King John Newcombe    | -                            | -                         | -                   | -                   |
| 1970  | n/a                                      | n/a                                      | 2e tour (1/16) P. Marmureanu  | K. Krantzcke Ray Ruffels    | -                            | -                         | -                   | -                   |
| 1971  | n/a                                      | n/a                                      | 1/4 de finale B. Montrenaud   | Winnie Shaw Toomas Leius    | -                            | -                         | -                   | -                   |

Sous le résultat, le partenaire ; à droite, l’ultime équipe adverse.

## Parcours en Coupe de la Fédération
| #                                                                             | Date       | Lieu         | Surface      | Gagnante(s)                     | Perdante(s)                         | Score         |          |
|                                                                               |            |              |              |                                 |                                     |               |          |
| 1963 - 1er tour (groupe mondial) - France - Allemagne de l'Ouest - 2 : 1      |            |              |              |                                 |                                     |               |          |
| 1                                                                             | 17/06/1963 | Londres      | Herbe (ext.) | Jeanine Lieffrig                | Margot Dittmeyer                    | 6-3, 4-6, 6-2 | Parcours |
| 1                                                                             | 17/06/1963 | Londres      | Herbe (ext.) | Françoise Dürr Jeanine Lieffrig | Edda Buding Renata Ostermann        | 6-3, 6-3      | Parcours |
|                                                                               |            |              |              |                                 |                                     |               |          |
| 1963 - 1/4 de finale (groupe mondial) - Afrique du Sud - France - 3 : 0       |            |              |              |                                 |                                     |               |          |
| 2                                                                             | 18/06/1963 | Londres      | Herbe (ext.) | Margaret Hunt                   | Jeanine Lieffrig                    | 6-4, 5-7, 6-2 | Parcours |
| 2                                                                             | 18/06/1963 | Londres      | Herbe (ext.) | Margaret Hunt Renee Schuurman   | Françoise Dürr Jeanine Lieffrig     | 7-5, 6-1      | Parcours |
|                                                                               |            |              |              |                                 |                                     |               |          |
| 1964 - 1er tour (groupe mondial) - France - Suisse - 3 : 0                    |            |              |              |                                 |                                     |               |          |
| 3                                                                             | 01/09/1964 | Philadelphie | Herbe (ext.) | Françoise Dürr Jeanine Lieffrig | Anne-Marie Studer Alice Charbonnier | 8-6, 6-2      | Parcours |
|                                                                               |            |              |              |                                 |                                     |               |          |
| 1964 - 2e tour (groupe mondial) - France - Pays-Bas - 2 : 1                   |            |              |              |                                 |                                     |               |          |
| 4                                                                             | 02/09/1964 | Philadelphie | Herbe (ext.) | Françoise Dürr Jeanine Lieffrig | Trudy Groenman Betty Stöve          | 12-10, 6-3    | Parcours |
|                                                                               |            |              |              |                                 |                                     |               |          |
| 1964 - 1/4 de finale (groupe mondial) - Allemagne de l'Ouest - France - 1 : 2 |            |              |              |                                 |                                     |               |          |
| 5                                                                             | 03/09/1964 | Philadelphie | Herbe (ext.) | Françoise Dürr Jeanine Lieffrig | Heide Schildknecht Helga Schultze   | 7-5, 6-3      | Parcours |
|                                                                               |            |              |              |                                 |                                     |               |          |
| 1964 - 1/2 finale (groupe mondial) - Australie - France - 3 : 0               |            |              |              |                                 |                                     |               |          |
| 6                                                                             | 04/09/1964 | Philadelphie | Herbe (ext.) | Lesley Turner                   | Jeanine Lieffrig                    | 6-1, 6-2      | Parcours |
| 6                                                                             | 04/09/1964 | Philadelphie | Herbe (ext.) | Margaret Smith Lesley Turner    | Françoise Dürr Jeanine Lieffrig     | 6-3, 9-7      | Parcours |
|                                                                               |            |              |              |                                 |                                     |               |          |
| 1965 - 1er tour (groupe mondial) - Japon - France - 0 : 3                     |            |              |              |                                 |                                     |               |          |
| 7                                                                             | 15/01/1965 | Melbourne    | Herbe (ext.) | Jeanine Lieffrig                | Yohko Obata                         | 6-3, 6-3      | Parcours |
| 7                                                                             | 15/01/1965 | Melbourne    | Herbe (ext.) | Françoise Dürr Jeanine Lieffrig | Kazuko Kuromatsu Yohko Obata        | 6-3, 6-0      | Parcours |
|                                                                               |            |              |              |                                 |                                     |               |          |
| 1965 - 1/4 de finale (groupe mondial) - France - Brésil - 2 : 1               |            |              |              |                                 |                                     |               |          |
| 8                                                                             | 16/01/1965 | Melbourne    | Herbe (ext.) | Jeanine Lieffrig                | Maureen Schwartz                    | 6-1, 6-1      | Parcours |
| 8                                                                             | 16/01/1965 | Melbourne    | Herbe (ext.) | Françoise Dürr Jeanine Lieffrig | Maria Bueno Maureen Schwartz        | 6-8, 6-3, 6-4 | Parcours |
|                                                                               |            |              |              |                                 |                                     |               |          |
| 1965 - 1/2 finale (groupe mondial) - Australie - France - 3 : 0               |            |              |              |                                 |                                     |               |          |
| 9                                                                             | 17/01/1965 | Melbourne    | Herbe (ext.) | Lesley Turner                   | Jeanine Lieffrig                    | 6-1, 7-5      | Parcours |
| 9                                                                             | 17/01/1965 | Melbourne    | Herbe (ext.) | Margaret Smith Judy Tegart      | Françoise Dürr Jeanine Lieffrig     | 6-1, 6-4      | Parcours |
|                                                                               |            |              |              |                                 |                                     |               |          |
| 1966 - 2e tour (groupe mondial) - France - Hongrie - 2 : 1                    |            |              |              |                                 |                                     |               |          |
| 10                                                                            | 12/05/1966 | Turin        | Terre (ext.) | Françoise Dürr Jeanine Lieffrig | Klara Bardoczy Erzsebet Szell       | 6-1, 6-0      | Parcours |
|                                                                               |            |              |              |                                 |                                     |               |          |
| 1966 - 1/4 de finale (groupe mondial) - États-Unis - France - 2 : 1           |            |              |              |                                 |                                     |               |          |
| 11                                                                            | 13/05/1966 | Turin        | Terre (ext.) | Julie Heldman                   | Jeanine Lieffrig                    | 6-0, 6-4      | Parcours |
| 11                                                                            | 13/05/1966 | Turin        | Terre (ext.) | Françoise Dürr Jeanine Lieffrig | Carole Caldwell Billie Jean King    | 6-2, 2-6, 6-3 | Parcours |
|                                                                               |            |              |              |                                 |                                     |               |          |
| 1967 - 1/4 de finale (groupe mondial) - Australie - France - 2 : 1            |            |              |              |                                 |                                     |               |          |
| 12                                                                            | 09/06/1967 | Berlin       | Terre (ext.) | Judy Tegart Lesley Turner       | Françoise Dürr Jeanine Lieffrig     | 6-3, 6-3      | Parcours |
|                                                                               |            |              |              |                                 |                                     |               |          |
| 1968 - 2e tour (groupe mondial) - France - Portugal - 3 : 0                   |            |              |              |                                 |                                     |               |          |
| 13                                                                            | 23/05/1968 | Paris        | Terre (ext.) | Rosie Darmon Jeanine Lieffrig   | Maria-Carmen Arnoso Peggy Brixhe    | 6-1, 6-2      | Parcours |
|                                                                               |            |              |              |                                 |                                     |               |          |
| 1968 - 1/4 de finale (groupe mondial) - France - États-Unis - 1 : 2           |            |              |              |                                 |                                     |               |          |
| 14                                                                            | 24/05/1968 | Paris        | Terre (ext.) | Mary-Ann Eisel Nancy Richey     | Rosie Darmon Jeanine Lieffrig       | 6-4, 4-6, 6-2 | Parcours |